# نانسي (فرنسا)
نانسي (بالفرنسية: Arrondissement de Nancy)‏ هي دائرة إدارية فرنسية، في فرنسا، تقع في مورت وموزيل، بلغ عدد سكانها 420,147  نسمة وذلك حسب إحصائيات سنة 2015، عاصمتها نانسي، تبلغ مساحتها 1,509 كيلومتر مربع.

## التقسيمات الإدارية
- Canton of Haroué [الإنجليزية]‏
- Canton of Nancy-Est [الإنجليزية]‏
- Canton of Nancy-Nord [الإنجليزية]‏
- Canton of Nancy-Ouest [الإنجليزية]‏
- Canton of Nancy-Sud [الإنجليزية]‏
- Canton of Nomeny [الإنجليزية]‏
- Canton of Pont-à-Mousson [الإنجليزية]‏
- Canton of Saint-Nicolas-de-Port [الإنجليزية]‏
- canton of Vézelise  [لغات أخرى]‏
- Canton of Neuves-Maisons [الإنجليزية]‏
- Canton of Pompey [الإنجليزية]‏
- Canton of Saint-Max [الإنجليزية]‏
- Canton of Vandœuvre-lès-Nancy-Est [الإنجليزية]‏
- Canton of Jarville-la-Malgrange [الإنجليزية]‏
- Canton of Laxou [الإنجليزية]‏
- Canton of Tomblaine [الإنجليزية]‏
- Canton of Dieulouard [الإنجليزية]‏
- Canton of Malzéville [الإنجليزية]‏
- Canton of Seichamps [الإنجليزية]‏
- Canton of Vandœuvre-lès-Nancy-Ouest [الإنجليزية]‏
- نانسي
- Fléville-devant-Nancy [الإنجليزية]‏
- Vandœuvre-lès-Nancy [الإنجليزية]‏
- Richardménil [الإنجليزية]‏.